# Joe Donoghue
Joseph F. Donoghue (født 11. februar 1871, død 1. april 1921) var en amerikansk skøjtehurtigløber. Han blev den første verdensmester i hurtigløb, da han vandt i 1891. Han var medlem af Manhattan Athletic Club.
Joe Donoghue stammede fra en familie af skøjteløbere. Således var faderen, Timothy Donoghue, amerikansk mester i 1864, og han var noget af en pioner som skøjtedesigner. Tre af sønnerne dyrkede ligeledes skøjteløb: Timothy jr., Joe og James.
Donoghue løb på skøjter, der var længere end modstandernes på den tid, hvilket gav ham en fordel i, at han ikke behøvede at svinge armene. Som 18-årig rejste Joe Donoghue til Rusland, hvor han dystede mod den lokale mester, Aleksandr Pansjin.
Timothy Donoghue sr. skrev om skøjteteknik i henholdsvis blæsende og stille vejr, samt om forskellen mellem sin søns og Pansjins stil i Pittsburg Dispatch følgende:
 En god skøjteløber vil altid have modvind, fordi hans hastighed er højere end en almindelig brises. Har han medvind på en blæsende dag, vil en mand kunne præstere 33 % bedre tider end i stille vejr. Når der er modvind, er det optimale at have så lille en del af kroppens overflade mod dersom muligt. Med vore langeskøjter kan vi tage lange skridt. Von Pansjin må trods sin størrelse tage 30 skridt i et løb mod Joes 20.

## Verdensrekorder
| Disciplin  | Distance  | Dato             | Sted     |
| ---------- | --------- | ---------------- | -------- |
| Timerekord | 26,292 km | 25. februar 1893 | Stamford |

Kilde: SpeedSkatingStats.com